# ꭖ
Cette page contient des caractères spéciaux ou non latins. S’ils s’affichent mal (▯, ?, etc.), consultez la page d’aide Unicode.
ꭖ (uniquement en minuscule), appelé x rond inférieur droit, est une lettre additionnelle de l’alphabet latin qui est utilisée dans la transcription phonétique de dialectologie allemande.

## Utilisation
Le ꭖ est utilisé dans le Sprachatlas von Bayerisch-Schwaben (de), dirigé par Werner König (de), pour représenter une consonne fricative vélaire sourde, appelée ach-Laut,, notée [x] avec l’alphabet phonétique international.

## Représentations informatiques
Le x rond inférieur droit peut être représenté avec les caractères Unicode (Latin étendu E) suivants :
| formes    | représentations | chaînes de caractères | points de code | descriptions                                   |
| --------- | --------------- | --------------------- | -------------- | ---------------------------------------------- |
| minuscule | ꭖ               | ꭖ                     | U+AB56         | lettre minuscule latine x rond inférieur droit |